# Seyl Gāh
Seyl Gāh (persiska: شيلگاه, سِيلِ گاه, سیل گاه) är en ort i Iran.   Den ligger i provinsen Chahar Mahal och Bakhtiari, i den centrala delen av landet, 400 km söder om huvudstaden Teheran. Seyl Gāh ligger 2 216 meter över havet och antalet invånare är 175.
Terrängen runt Seyl Gāh är huvudsakligen kuperad, men norrut är den bergig. Seyl Gāh ligger nere i en dal. Runt Seyl Gāh är det ganska glesbefolkat, med 42 invånare per kvadratkilometer. Närmaste större samhälle är Chelgard, 15,3 km väster om Seyl Gāh. Trakten runt Seyl Gāh består i huvudsak av gräsmarker.